# تایلر اوکلی
تایلر اوکلی (انگلیسی: Tyler Oakley؛ زادهٔ ۲۲ مارس ۱۹۸۹) پادکستساز، طنزنویس، شخصیت اینترنتی یوتیوب، و مقاله‌نویس اهل ایالات متحده آمریکا است. وی از سال ۲۰۰۷ میلادی تاکنون مشغول فعالیت بوده‌است. بیشتر فعالیت‌های اوکلی در مورد دگرباشی و حقوق دگرباشان، آموزش، و همچنین جلوگیری از خودکشی میان دگرباشان جنسی است.
در سال ۲۰۱۷ نام او در لیست ۳۰ فرد تأثیرگذار زیر ۳۰ سال مجله فوربز قرار دارد.